# Solo quando rido
Solo quando rido (Only When I Laugh) è un film del 1981 diretto da Glenn Jordan.

## Trama
Georgia Hines è una famosa attrice alcolizzata che riesce a riabilitarsi dopo un lungo periodo di cura. Può così tornare a casa e riprendere una vita normale. Georgia è separata dal marito, al quale è stata affidata la loro figlia adolescente Polly, che vuole però vivere con la madre. Tutto sembra procedere bene per Georgia, anche grazie alla compagnia dei due amici di sempre, l'effeminato Jimmy e la sofisticata Toby. Nel frattempo un commediografo, ex amante di Georgia, si fa vivo e le propone di essere protagonista in una commedia ispirata alla loro tempestosa storia d'amore. Georgia accetta, ma la paura di non essere più in grado di recitare come prima la induce a ridarsi all'alcol.

## Riconoscimenti
- 1982 - Golden Globe
  - Migliore attrice non protagonista (Joan Hackett)
- 1982 - Premio Oscar
  - Candidatura Miglior attrice protagonista a Marsha Mason
  - Candidatura Miglior attore non protagonista a James Coco
  - Candidatura Miglior attrice non protagonista a Joan Hackett